# اناکو
اناکو (به اسپانیایی: Anaco) یک شهر در ونزوئلا است که در شهر اناکو واقع شده‌است.

## خصوصیات
اناکو ۱۰۶٬۰۰۰ نفر جمعیت دارد و ۲۱۵ متر بالاتر از سطح دریا واقع شده‌است.